# Teinobasis filamenta
Teinobasis filamenta – gatunek ważki z rodziny łątkowatych (Coenagrionidae). Jest endemitem Filipin; stwierdzono go na wyspach Samar, Bohol, Panaon, Mindanao i Basilan.